# 馬薩卡區
馬薩卡區是非洲中部國家烏干達的111個區之一，由中部區負責管轄，首府是馬薩卡，距離首都坎帕拉140公里，海拔高度1,115米，主要的經濟產業有農業、畜牧業和捕魚業，2011年人口估計為289,000。

## 外部連結
- Masaka District Portal （页面存档备份，存于）

00°22′S 31°42′E / 0.367°S 31.700°E